# Timmerfräs
Timmerfräs är en maskin för fräsning av timmerblock. Timmerfräsen löper på en solosåg för att få en linjär bearbetning. Timmerblocken fräses med parallella eller koniska sidor. Översidan på blocken görs vanligtvis rundad och undersidan skålad s.k. långdrag.